# Bobby Hutton
Robert James Hutton (Condado de Jefferson, 21 de abril de 1950 — Oakland, 6 de abril de 1968) fue un activista estadounidense por los derechos de la comunidad negra y fue el primer miembro y tesorero del Partido Pantera Negra, conocido por legitimar la violencia en pro de defender derechos y promover la autodefensa armada. Fue asesinado por la policía de Oakland cuándo tenía diecisiete años.
Hutton conoció a los fundadores de las Panteras Negras, Huey Newton y Bobby Seale en un centro para combatir la pobreza en el norte de Oakland, que empleaba a jóvenes para trabajos comunitarios. En 1966, con 16 años de edad, Hutton se convirtió en el primer miembro y tesorero de la organización. Al año siguiente, fue parte de una treintena de activistas que viajaron a la capital estatal Sacramento para manifestarse en contra de un proyecto que prohibía la tenencia de armas en público. El grupo entró armado en el Capitolio de California y Hutton y cuatro de sus compañeros fueron arrestados.
El 6 de abril de 1968, formó parte de un enfrentamiento entre las Panteras Negras y la policía de Oakland, en el cual dos oficiales resultaron heridos. El enfrentamiento era a causa del asesinato de Asesinato de Martin Luther King, Jr. dos días antes y había terminado con la rendición de las panteras luego de una hora y media. Tras la rendición, Hutton fue asesinado por la policía y según uno de sus compañeros, Eldridge Cleaver, baleado doce veces incluso luego de dejarlo en ropa interior para comprobar que no estaba armado. Según él, un policía le dijo que lo que habían hecho era "asesinato de primer grado". Sin embargo, la policía sostuvo que esto ocurrió luego de que Hutton tratara de escapar e ignorase órdenes de detenerse. El 12 de abril se realizó un funeral en Berkeley con la presencia de 1500 personas y posteriormente una manifestación en Oakland, a la que asistieron 2000 personas incluidos Marlon Brando y James Baldwin.
La muerte de Hutton fue vista por los simpatizantes de las Panteras Negras como un ejemplo de la brutalidad de la policía estadounidense con los negros. En el momento, Eldridge Cleaver sostenía que la policía había atacado a las panteras y recién admitió que fueron las panteras las que iniciaron el enfrentamiento e hirieron a dos policías en 1980. Hutton fue la primera pantera en morir y se lo ha nombrado como un «mártir» en la causa del poder negro, que según Bryan Burrough en su libro Days of Rage: America’s Radical Underground, the FBI and the Forgotten Age of Revolutionary Violence causó que la reputación del partido aumentara y que muchos negros que no creían en los métodos violentos «empezarán a creer que la violencia de los blancos debía ser enfrentada con la violencia de los negros».
En la cultura popular, Hutton ha sido mencionado en varias canciones. Entre ellas Ghetto Gospel de Tupac Shakur, Still Fighting de Smif-N-Wessun, Up in Arms de Bhi Bhiman y Get Up de The Coup y Dead Prez. El álbum Together de Country Joe and the Fish fue dedicado en su memoria en 1968. En la película Panther (1995) fue interpretado por Wesley Jonathan.